# 二階崩之變
二階崩之變是指於日本戰國時代天文十九年（1550年）二月爆發的豐後戰國大名大友氏的內紛、御家騷動。此事件因大友義鑑父子在大友館2樓遭襲撃而得名。

## 經過
大友氏第20代當主大友義鑑正室所生之子義鎮（後來的宗麟）本是嫡長子，但義鑑卻有意廢除義鎮的嫡子地位，改立側室所生的三子鹽市丸為繼承人。大友氏内部也因此分裂成義鎮派與鹽市丸派，雙方展開了激烈的勢力鬥爭。
義鑑召集了大友家重臣，包括義鎮派的小佐井大和守（鎮直？）、齋藤長實（齋藤鎮實之父）、津久見美作（實名不明）和田口鑑親（通稱田口新藏人、田口藏人佐），向他們提議廢除義鎮的嫡子地位。然而，眾人卻拒絕了這一提議，並企圖說服義鑑改變主意。
然而，義鑑及鹽市丸的生母為了令鹽市丸成為繼承人而與寵臣入田親誠合謀，將小佐井大和守、齋藤長實等義鎮派主要人物逐個誅殺。
察覺到自身危險的津久見美作和田口鑑親於天文十九年（1550年）二月十日，襲擊了在大友館二樓就寢的義鑑、塩市丸及其生母。這次襲擊導致鹽市丸和其生母以及義鑑的兩名女兒喪生，但津久見和田口也在現場遭到斬殺。義鑑亦在數日後因身受重傷，在留下領國經營的的置文後逝世。義鑑去世後，大友氏的家督由被戶次鑑連等家臣擁立的義鎮繼承。
鹽市丸派的入田親誠受到肥後阿蘇惟豐的幫助而逃亡成功，但隨後親誠遭到阿蘇氏討伐。而事件後義鎮處罰了襲撃實行者，但是在天文二十二年（1553年），服部右京亮等家臣暗殺義鎮的計劃被揭發，家中仍然繼續著不安定的狀況。
在義鑑對義鎮的廢嫡問題中，義鎮的生母被認為是公家坊城家之女，或是大內義興的女兒，因此有人認為這一計劃是為了排除家中大內氏的勢力。二階崩之變一般被認為是義鎮派的一部份家臣自作主張，但是亦有指是義鎮在背後策動的結果。此外，與親誠一同被討殺的入田親廉（親誠之父）被認為是當時大友氏加判衆的首領，因此排除這位大友氏首要重臣的可能性也相當高。

## 史料
- 『九州治亂記』
- 『大友記』
- 『豐後亂記』
- 『大友興廢記』

## 出處
1. ↑  窪田頌（2020年）